# (11015) Romanenko
(11015) Romanenko (1982 SJ7) – planetoida z pasa głównego asteroid okrążająca Słońce w ciągu 4,33 lat w średniej odległości 2,66 j.a. Odkryta 17 września 1982 roku.